# E-Prix de Tokio
El e-Prix de Tokio es una carrera de Fórmula E, una serie de carreras de monoplazas totalmente eléctricos. La carrera se celebró por primera vez en el circuito callejero de Tokio el 30 de marzo de 2024.

## Historia
Tokio fue una de las primeras ciudades con las que la Fórmula E contactó antes de su primera temporada, y el cofundador Alberto Longo asistió a reuniones con el Gobierno Metropolitano de Tokio desde 2013. El evento ha sido visto como una forma de lograr el objetivo de Tokio de garantizar que todos los automóviles nuevos no utilicen gasolina para 2030, y la gobernadora de la ciudad, Yuriko Koike, afirmó que «los campeonatos darán impulso para difundir los vehículos de cero emisiones». Después de casi una década, el 4 de octubre de 2022 se alcanzó un acuerdo preliminar entre la Fórmula E y el gobierno para celebrar una carrera en la primavera de 2024, y la carrera se anunció oficialmente en el calendario provisional para la temporada 2023-24 el 20 de junio de 2023.

## Circuito
El trazado del circuito se anunció el 25 de octubre de 2023. Será un circuito urbano de 2,572 kilómetros con 18 curvas alrededor de Tokyo Big Sight.

## Ganadores
| Edición | Ganador            | Equipo   | Circuito | Resultados |
| ------- | ------------------ | -------- | -------- | ---------- |
| 2023-24 | Maximilian Günther | Maserati | Tokio    | Resultados |
| 2024-25 | Stoffel Vandoorne  | Maserati | Tokio    | Resultados |
| 2024-25 | Oliver Rowland     | Nissan   | Tokio    | Resultados |

## Estadísticas

### Pilotos con más victorias
| Victorias | Piloto             | Años |
| --------- | ------------------ | ---- |
| 1         | Maximilian Günther | 2024 |
| 1         | Stoffel Vandoorne  | 2025 |
| 1         | Oliver Rowland     | 2025 |

### Equipos con más victorias
| Victorias | Equipo   | Años       |
| --------- | -------- | ---------- |
| 2         | Maserati | 2024, 2025 |
| 1         | Nissan   | 2025       |